# پروتون ساوی
پروتون ساوی (Proton Savvy) خودرویی است که از سال ۲۰۰۵ تا کنون تولید شده‌است. طول آن در حالت طبیعی ۳٬۷۱۰ میلیمتر (۱۴۶٫۱ اینچ)، عرض آن در حالت طبیعی ۱٬۶۴۳ میلیمتر (۶۴٫۷ اینچ)، ارتفاع آن در حالت طبیعی ۱٬۴۸۰ میلیمتر (۵۸٫۳ اینچ) و وزن آن در حالت طبیعی ۹۵۷ کیلوگرم (۲٬۱۱۰ پوند) است.